# Чемпіонат світу з трекових велоперегонів 1967
Чемпіонат світу з трекових велоперегонів 1967 проходив з 22 по 27 серпня 1967 року в Амстердамі, Нідерланди. Усього на чемпіонаті розіграли 11 комплектів нагород — 9 у чоловіків та 2 у жінок.

## Медалісти

### Чоловіки
Професіонали
| Дисципліна                         | Золото       | Срібло           | Бронза            |
| Спринт                             | Патрік Серку | Джузеппе Беґетто | Анджело Даміано   |
| Індивідуальна гонка переслідування | Тімен Грен   | Х'ю Портер       | Леандро Фаджін    |
| Гонка за лідером                   | Лео Пруст    | Ромен Де Люф     | Доменіко Де Лілло |

Аматори
| Дисципліна                         | Золото                                                             | Срібло                                                                 | Бронза                                                       |
| Спринт                             | Даніель Морелон                                                    | П'єр Трентен                                                           | Луїджі Борґетті                                              |
| Гіт на 1000 м                      | Нільс Фредборґ                                                     | Вацлав Латока                                                          | Роджер Ґіббон                                                |
| Індивідуальна гонка переслідування | Жерар Бонґерс                                                      | Могенс Фрай                                                            | Іржі Далер                                                   |
| Командна гонка переслідування      | СРСР Станіслав Москвін Михайло Колюшев Віктор Биков Дзінтарс Лаціс | Італія Чіпріано Кемелло Антоніо Кастелло Луїджи Ронкалья Джино Панчіно | ФРН Карл-Хайнс Хенріхс Райнер Подлеш Юрген Кісснер Карл Лінк |
| Спринт на тандемах                 | Італія Бруно Ґонзато Діно Верзіні                                  | Франція П'єр Трентен Даніель Морелон                                   | Бельгія Даніель Ґоенс Роберт Ван Ланкер                      |
| Гонка за лідером                   | Піт де Віт                                                         | Михайло Марков                                                         | Дріс Хелслот                                                 |

### Жінки
| Дисципліна                         | Золото           | Срібло           | Бронза           |
| Спринт                             | Валентина Савіна | Ірина Кириченко  | Галина Єрмолаєва |
| Індивідуальна гонка переслідування | Тамара Гаркушина | Раїса Ободовська | Беріл Бертон     |

## Загальний медальний залік
| Місце  | Країна            | Золото | Срібло | Бронза | Загалом |
| ------ | ----------------- | ------ | ------ | ------ | ------- |
| 1      | СРСР              | 3      | 3      | 1      | 7       |
| 2      | Нідерланди        | 3      |        | 1      | 4       |
| 3      | Бельгія           | 2      | 1      | 1      | 4       |
| 4      | Італія            | 1      | 2      | 4      | 7       |
| 5      | Франція           | 1      | 2      |        | 3       |
| 6      | Данія             | 1      | 1      |        | 2       |
| 7      | Велика Британія   |        | 1      | 1      | 2       |
| 8      | Польща            |        | 1      |        | 1       |
| 9      | Чехословаччина    |        |        | 1      | 1       |
| 9      | Тринідад і Тобаго |        |        | 1      | 1       |
| 9      | ФРН               |        |        | 1      | 1       |
| Всього | Всього            | 11     | 11     | 11     | 33      |